# Vivo X100系列
vivo X100系列是vivo於2023年11月13日在中國大陸率先發佈的手機系列，包括vivo X100及vivo X100 Pro。2023年12月15日，vivo發佈X100系列的國際版本，於香港等地發售。2024年5月13日，vivo推出直屏旗艦vivo X100s及影像旗艦vivo X100 Ultra，進一步豐富系列產品線。

## 設計與顯示
vivo X100系列採用6.78英寸AMOLED顯示屏，分辨率為2800×1260像素，支持120Hz刷新率及3000尼特峰值亮度。X100 Pro和X100 Ultra使用LTPO技術，提供更低的功耗和動態刷新率調整。X100s以直屏設計為特色，厚度僅7.89毫米，適合偏好直屏用戶。全系列機身提供IP68級防水防塵，X100 Ultra更支持IP69高壓防水。

## 相機系統
vivo X100系列與蔡司合作，全系採用T*鍍膜以減少眩光，提升成像質量。X100配備V2影像芯片，而X100 Pro和X100 Ultra搭載台積電6nm製程的V3影像芯片，增強夜拍和視頻處理能力。  
- X100/X100s：三攝系統，包括50MP主攝（IMX920，f/1.57，OIS）、50MP超廣角（f/2.0）和64MP長焦（f/2.57，3x光學變焦）。
- X100 Pro：50MP主攝（IMX989，1英寸傳感器，f/1.75，OIS）、50MP超廣角（f/2.0）和50MP長焦（f/2.5，4.3x光學變焦）。
- X100 Ultra：四攝系統，搭載200MP長焦（f/2.67，3.7x光學變焦）及50MP主攝（LYTPO-900，f/1.75），支持高達20x數碼變焦，影像表現領先業界[11]。

全系前置攝像頭為32MP（f/2.0），支持人像模式及夜景自拍。

## 性能
X100、X100 Pro及X100s搭載聯發科天璣9300處理器，採用4nm製程，配備Immortalis-G720 MC12 GPU，Antutu跑分達224萬。X100 Ultra則採用Qualcomm Snapdragon 8 Gen 3，搭配Adreno 750 GPU，提供更強大圖形性能，適合遊戲玩家。全系支持LPDDR5X內存和UFS 4.0存儲，提供256GB至1TB存儲選項。

## 電池與充電
電池容量因型號而異：
- X100：5000mAh，支持100W快充
- X100 Pro：5400mAh，支持120W快充
- X100s：5100mAh，支持100W快充
- X100 Ultra：5500mAh，支持80W快充及50W無線充電[14]。

全系支持反向無線充電，兼容Qi標準。

## 可用性與市場反應
X100系列於2023年11月21日在中國大陸上市，國際版於12月15日在香港等地發售。X100s和X100 Ultra於2024年5月13日發佈，17日起在中國大陸開賣。系列憑借影像性能和高端配置獲得市場好評，特別是X100 Ultra的200MP相機被DXOMARK評為2024年最佳攝影手機之一。

## 外部連結
- X100官方網站
- X100 Pro官方網站